# Rust (linguagem de programação)
Rust é uma linguagem de programação multiparadigma compilada desenvolvida pela Mozilla. É projetada para ser "segura, concorrente e prática", mas diferente de outras linguagens seguras, Rust não usa coletor de lixo. Possui suporte nativo ao WebAssembly.
A linguagem apareceu como um projeto pessoal de Graydon Hoare, empregado da Mozilla. A organização começou a apoiar o projeto em 2009 e anunciou-o em 2010. No mesmo ano, os esforços mudaram do compilador original (escrito em OCaml) para um auto-hospedado feito em Rust. Conhecido por rustc, conseguiu compilar-se pela primeira vez em 2011 e utiliza o LLVM como back-end. Foi lançada pela primeira vez uma versão numerada pré-alfa em 2012. Rust 1.0, a primeira versão estável, foi lançada em 15 de maio de 2015.
Foi considerada pelo público a linguagem "mais amada" por nove anos consecutivos, de acordo com pesquisas conduzidas pelo site Stack Overflow de 2016 a 2024, e está entre as 25 linguagens mais populares, de acordo com pesquisas conduzidas pela RedMonk desde 2018.

## Design
Rust se baseia nos seguintes princípios: segurança sem coletor de lixo, concorrência sem disputa de dados e abstração sem overhead. Estes princípios fazem com que Rust seja rápida para ser usada em aplicações de baixo nível como o motor de renderização Servo e também prática para projetos de alto nível.
Através do uso de mônadas e referências, Rust consegue limitar o uso de ponteiros, reduzindo as chances de encontrar ponteiros nulos ou soltos, e dificultando falhas de segmentação. Rust gerencia memória e recursos automaticamente, sem necessitar de um coletor de lixo. A linguagem impede condição de corridas entre threads pois não é possível que duas threads possam modificar um mesmo valor ao mesmo tempo. Para que uma referência possa ser compartilhada entre várias threads, ela deve ser somente leitura. Existem diversas técnicas seguras de comunicação entre threads.
O princípio de abstração sem overhead vem do C++. Nas palavras de Bjarne Stroustrup: "Você não paga por aquilo que você não usa. E mais: aquilo que você usa, não conseguiria programar melhor à mão". Rust permite um alto grau de abstração através do sistema de traits, que são interfaces que podem ser implementadas separadamente da declaração de um tipo. Tipos genéricos são utilizados extensamente.
O projeto Rust usa o conceito de "canais de lançamento", semelhante ao Mozilla Firefox; são 3 canais: Nightly, Beta e Stable ("estável"). Diariamente é lançada uma nova versão Nightly, e a cada seis semanas a última versão desse canal é promovida para Beta, e só receberá atualizações para corrigir falhas sérias. Simultaneamente, a última versão Beta é promovida para Stable.
Eventualmente a sintaxe da linguagem evolui, e novas palavras-chave podem ser adicionadas. Para evitar a quebra de compatibilidade com códigos antigos, novas edições são lançadas, que projetos antigos podem ativar opcionalmente; a última edição foi a 2021. Também é possível usar palavras-chave como identificadores, usando a seguinte sintaxe:
```
// `match` é uma palavra-chave

fn
 
r
#
match
(
needle
:
 
&
str
,
 
haystack
:
 
&
str
)
 
->
 
bool
 
{

    
haystack
.
contains
(
needle
)

}

```

### Enumerações e casamento de padrões
Rust possui enumerações de tipagem forte, e suas variantes podem carregar valores diversos. Casamento de padrões é muito importante em Rust, pois as enumerações são a base do tratamento de erros. Exemplo de declaração de enumerações e o casamento de padrões:
```
enum
 
Browser
 
{

    
Firefox
,

    
Epiphany
,

    
Safari
,

    
Chrome
,

    
Edge
,

    
Ie
(
u8
),

}

let
 
browser
 
=
 
Browser
::
Ie
(
11
);

match
 
browser
 
{

    
Browser
::
Firefox
 
=>
 
{

        
println!
(
"Gecko"
);

    
}

    
Browser
::
Epiphany
 
|
 
Browser
::
Safari
 
=>
 
{

        
println!
(
"WebKit"
);

    
}

    
Browser
::
Ie
(
version
)
 
=>
 
{

        
println!
(
"Internet Explorer {version}"
);

    
}

    
_
 
=>
 
println!
(
"Chromium/Blink"
),
 
// Todos os demais

}

```

O comando match pode retornar valores e também pode ser usado com outros tipos. Exemplo:
```
let
 
age
 
=
 
27
u8
;

let
 
category
 
=
 
match
 
age
 
{

    
// `..=4` é um padrão inclusivo (inclui 0, 1, 2, 3 e 4)

    
..=
4
 
=>
 
"bebê"
,

    
5
..=
13
 
=>
 
"criança"
,

    
14
..=
17
 
=>
 
"adolescente"
,

    
18
..
 
=>
 
"adulto"
,

};

println!
(
"Com {age} ano(s) você é considerado {category}."
);

```

Padrões irrefutáveis (que não podem falhar), como tuplas e estruturas, podem ser desestruturados de forma mais simples. Exemplo:
```
fn
 
print_addr
(
addr
:
 
(
&
str
,
 
&
str
))
 
{

    
let
 
(
protocol
,
 
domain
)
 
=
 
addr
;
 
// Tupla desestruturada em duas variáveis

    
println!
(
"Protocolo: {protocol:?}
\n
Domínio: {domain:?}"
);

}

// Forma alternativa: desestruturação de parâmetro

fn
 
print_addr
((
protocol
,
 
domain
):
 
(
&
str
,
 
&
str
))
 
{

    
println!
(
"Protocolo: {protocol:?}
\n
Domínio: {domain:?}"
);

}

```

#### Inexistência de valor
Rust usa enumerações para representar a inexistência de um valor na forma de enum Option<T> { None, Some(T) }. Exemplo:
```
let
 
website
 
=
 
Some
(
"https://www.wikipedia.org"
);
 
// `website: Option<&str>`

match
 
website
 
{

    
None
 
=>
 
println!
(
"website não especificado"
),

    
Some
(
addr
)
 
=>
 
println!
(
"website: {addr}"
),

}

// Forma alternativa: if-let

if
 
let
 
Some
(
addr
)
 
=
 
website
 
{

    
// Pode usar `addr` apenas neste escopo

    
println!
(
"website: {addr}"
);

}

// Forma alternativa: let-else

let
 
Some
(
addr
)
 
=
 
website
 
else
 
{

    
panic!
(
"website não especificado"
);

    
// Um `return` ou `break` também é aceitável aqui

};

// Pode usar `addr` neste escopo...

```

Existem métodos na biblioteca padrão que simplificam esse tipo de tratamento. Alguns exemplos:
```
let
 
url1
 
=
 
None
::
<&
str
>
;
 
// `url1: Option<&str>`

let
 
url2
 
=
 
None
::
<
String
>
;

// Fornece um valor reserva

let
 
website
 
=
 
url1
.
unwrap_or
(
"http://www.example.com"
);

// Fornece o valor padrão do tipo (string vazia)

let
 
website
 
=
 
url1
.
unwrap_or_default
();

// Constrói um valor reserva através de uma clausura

let
 
domain
 
=
 
"www.example.com"
;

let
 
website
 
=
 
url2
.
unwrap_or_else
(
||
 
format!
(
"http://{domain}"
));

// Aborta (pânico)

let
 
website
 
=
 
url1
.
unwrap
();

// Aborta com uma explicação

let
 
website
 
=
 
url1
.
expect
(
"endereço inexistente"
);

```

Semelhante ao operador ?. em outras linguagens, também existem métodos que permitem trabalhar com o possível valor de forma segura. Alguns exemplos:
```
let
 
website
 
=
 
Some
(
"https://www.wikipedia.org"
);

// Transforma o valor, se houver algum

let
 
len
 
=
 
website
.
map
(
|
d
|
 
d
.
len
());
 
// `len: Option<usize>`

// Trabalha com o valor, se houver algum. A clausura precisa retornar Option

let
 
domain
 
=
 
website
.
and_then
(
|
addr
|
 
addr
.
strip_prefix
(
"https://"
));
 
// `domain: Option<&str>`

```

#### Tratamento de erros
Rust não possui exceções como em C++. Ao invés disso, possui duas formas de representar erros; a primeira é a macro panic! que indica defeitos de um programa, como divisões por zero, e causam o encerramento do programa. Exemplo:
```
for
 
i
 
in
 
-
5
..
5
 
{

    
println!
(
"{}"
,
 
10
 
/
 
i
);
 
// Pânico: divisão por zero

}

panic!
(
"isto não deveria acontecer!"
);
 
// Alerta "pânico" manualmente

```

Em alguns casos óbvios de "pânico", como na divisão por zero, o compilador pode se recusar a compilar o código. Rust permite recuperar de alguns "pânicos" com a função especial std::panic::catch_unwind, que não deve ser usada para emular o tratamento de exceções de C++.
A segunda forma é criando uma instância de enum Result<T, E> { Ok(T), Err(E) }, que pode ser retornada para indicar se uma operação foi um sucesso ou não, como a leitura de um arquivo no disco. Exemplo de um erro personalizado:
```
use
 
std
::
error
::
Error
;

use
 
std
::
fmt
;

// Erros podem ser de qualquer tipo

#[derive(Debug)]

#[non_exhaustive]

enum
 
ValueError
 
{

    
Empty
,

    
TooSmall
,

    
TooLarge
,

}

// Descrição do erro

impl
 
fmt
::
Display
 
for
 
ValueError
 
{

    
fn
 
fmt
(
&
self
,
 
f
:
 
&
mut
 
fmt
::
Formatter
)
 
->
 
fmt
::
Result
 
{

        
use
 
ValueError
::
*
;

        
match
 
self
 
{

            
Empty
 
=>
 
"vazio"
,

            
TooSmall
 
=>
 
"número muito pequeno"
,

            
TooLarge
 
=>
 
"número muito grande"
,

        
}

        
.
fmt
(
f
)

    
}

}

// Métodos para extrair backtraces, entre outras coisas

impl
 
Error
 
for
 
ValueError
 
{}

// Função que pode falhar

fn
 
verify
(
value
:
 
Option
<
i64
>
)
 
->
 
Result
<
i64
,
 
ValueError
>
 
{

    
let
 
Some
(
n
)
 
=
 
value
 
else
 
{

        
return
 
Err
(
ValueError
::
Empty
);

    
};

    
match
 
n
 
{

        
..=
3
 
=>
 
Err
(
ValueError
::
TooSmall
),

        
21
..
 
=>
 
Err
(
ValueError
::
TooLarge
),

        
_
 
=>
 
Ok
(
n
),

    
}

}

```

E o tratamento do erro:
```
fn
 
main
()
 
{

    
let
 
x
 
=
 
Some
(
3
);

    
let
 
y
 
=
 
Some
(
4
);

    
match
 
verify
(
x
)
 
{

        
Ok
(
n
)
 
=>
 
println!
(
"Número: {n}"
),

        
Err
(
err
)
 
=>
 
eprintln!
(
"Erro: {err}"
),

    
}

    
match
 
verify
(
y
)
 
{

        
Ok
(
n
)
 
=>
 
println!
(
"Número: {n}"
),

        
Err
(
err
)
 
=>
 
eprintln!
(
"Erro: {err}"
),

    
}

}

```

É possível simplificar o código retornando prematuramente os erros com o operador ?:
```
use
 
std
::
error
::
Error
;

// `Box<dyn Error>` representa qualquer tipo que implemente `Error`

type
 
AnyError
 
=
 
Box
<
dyn
 
Error
>
;

fn
 
main
()
 
->
 
Result
<
(),
 
AnyError
>
 
{

    
let
 
x
 
=
 
Some
(
3
);

    
let
 
y
 
=
 
Some
(
4
);

    
println!
(
"Número: {n}"
,
 
n
 
=
 
verify
(
x
)
?
);

    
println!
(
"Número: {n}"
,
 
n
 
=
 
verify
(
y
)
?
);
 
// A segunda chamada só ocorrerá se a primeira não falhar

    
Ok
(())
 
// Retorna "sucesso"

}

```

### Genéricos elifetimes
Rust possui suporte a programação genérica e o conceito de lifetimes. Todas as referências possuem um tempo de vida, que deve ser anotado no código e é verificado em tempo de compilação; em alguns casos o compilador consegue inferir e a anotação se torna opcional. Todo objeto tem um dono (ownership), que pode emprestar (borrowing) ou mover (move). Ao mover a posse para outra variável, a anterior deixa de existir. Exemplo de uma árvore binária em Rust:
```
// `'a` é um lifetime, e `T` é um tipo genérico

#[derive(Debug)]

enum
 
BinaryTree
<'
a
,
 
T
:
 
Copy
>
 
{

    
Empty
,

    
Node
 
{

        
value
:
 
T
,

        
// Essas referências serão válidas enquanto `self` também for.

        
// Ou seja, é impossível criar referências circulares.

        
left
:
 
&
'
a
 
BinaryTree
<'
a
,
 
T
>
,

        
right
:
 
&
'
a
 
BinaryTree
<'
a
,
 
T
>
,

    
},

}

use
 
BinaryTree
::{
Empty
,
 
Node
};

let
 
tree
 
=
 
Node
 
{

    
value
:
 
5.96
,

    
left
:
 
&
Empty
,

    
right
:
 
&
Node
 
{

        
value
:
 
1.0
,

        
left
:
 
&
Empty
,

        
right
:
 
&
Empty
,

    
},

};

// Move `left`, empresta `right` e ignora `value`

if
 
let
 
Node
 
{

    
left
,
 
ref
 
right
,
 
..

}
 
=
 
tree

{

    
println!
(
"left: {left:#?},"
);

    
println!
(
"right: {right:#?},"
);

}

```

Rust é mais restrita que outras linguagens; dado um objeto T, é apenas possível ter um dos seguintes casos:
- Ter inúmeras referências imutáveis (&T) para o objeto (também conhecido como aliasing)
- Ter uma referência mutável &mut T para o objeto (também conhecido como mutabilidade)

Essa regra é aplicada pelo compilador. Em certas situações, essa regra pode não ser flexível o suficiente, como no caso de referências circulares, e para isso deve-se aplicar essa regra em tempo de execução usando algumas das várias estruturas de contagem de referências (std::rc::Rc, std::rc::Weak, etc) e mutabilidade interior (std::cell::Cell, std::cell::RefCell, std::cell::OnceCell, etc). Outra possibilidade é o uso de alocação de arena. Exemplo de uma árvore binária usando essas estruturas:
```
use
 
std
::
cell
::{
Cell
,
 
RefCell
};

use
 
std
::
rc
::{
Rc
,
 
Weak
};

// Apelido para simplificar

type
 
WeakRef
<
T
>
 
=
 
Weak
<
RefCell
<
T
>>
;

#[derive(Debug)]

struct
 
BinaryTree
<
T
:
 
Copy
>
 
{

    
value
:
 
Cell
<
T
>
,

    
left
:
 
WeakRef
<
BinaryTree
<
T
>>
,

    
right
:
 
WeakRef
<
BinaryTree
<
T
>>
,

}

let
 
tree
 
=
 
Rc
::
new
(
RefCell
::
new
(
BinaryTree
 
{

    
value
:
 
Cell
::
new
(
5.96
),

    
left
:
 
Weak
::
new
(),
 
// Referência fraca (inválida)

    
right
:
 
Weak
::
new
(),

}));

let
 
_tree_ref
 
=
 
Rc
::
clone
(
&
tree
);
 
// Referência forte

{

    
// Empresta mutavelmente. Se já houver um empréstimo, causa pânico

    
let
 
mut
 
node
 
=
 
tree
.
borrow_mut
();

    
// Aponta a subárvore esquerda para a raiz da árvore, criando uma

    
// referência circular. `Rc::downgrade()` transforma `Rc` em `Weak`.

    
node
.
left
 
=
 
Rc
::
downgrade
(
&
tree
);

    
// `Cell` permite modificar o valor interior

    
node
.
value
.
set
(
1.0
);

}
 
// Devolve `tree` no fim do escopo

let
 
node
 
=
 
tree
.
borrow
();
 
// Empresta imutavelmente

// Verifica se a referência fraca é válida

let
 
left
 
=
 
node
.
left
.
upgrade
();

let
 
right
 
=
 
node
.
right
.
upgrade
();

println!
(
"left: {left:#?},"
);

println!
(
"right: {right:#?},"
);

```

Se houver ambiguidade na invocação de um método genérico, o tipo pode ser explicitado com o símbolo turbofish (::<>). Exemplo:
```
let
 
dollar
 
=
 
"5.96"

    
.
parse
::
<
f64
>
()

    
.
expect
(
"falha ao converter para `f64`"
);

println!
(
"US$ 1.00 = R$ {dollar}"
);

```

Também é possível passar valores constantes como parâmetros genéricos. Exemplo:
```
struct
 
Array
<
T
,
 
const
 
N
:
 
usize
>
 
{

    
data
:
 
[
T
;
 
N
],

}

let
 
arr
 
=
 
Array
 
{
 
data
:
 
[
0
u64
;
 
5
]
 
};
 
// `arr: Array<u64, 5>`

```

#### Stringseownership
Rust possui dois tipos principais de strings: &str e String. Ambos são sempre UTF-8 válido. Existe um tempo de vida especial chamado 'static, que indica que a referência é válida até o fim da execução do programa. Todas os literais de strings possuem ele implicitamente:
```
let
 
hello
:
 
&
str
 
=
 
"Olá, Mundo!"
;
 
// Implicitamente estática

let
 
hello
:
 
&
'
static
 
str
 
=
 
"Olá, Mundo!"
;
 
// O mesmo que acima

```

Se uma string possui aspas ou barra inversa, é possível usar outros delimitadores para simplificar:
```
let
 
json
 
=
 
r#"{ "message": "Olá, Mundo!\n" }"#
;
 
// Exemplo de JSON

let
 
json
 
=
 
"{ 
\"
message
\"
: 
\"
Olá, Mundo!
\\
n
\"
 }"
;
 
// O mesmo que acima

```

Enquanto &str é estática e imutável, String é alocada dinamicamente. Uma função pode usar a enumeração std::borrow::Cow (copy-on-write) para retornar &str ou String (ou &[T] ou Vec<T>, etc) conforme a necessidade de mutação/ownership. Exemplo:
```
use
 
std
::
borrow
::
Cow
;

// A anotação do lifetime aqui foi elidida, mas poderia ser declarada. Ex.:

// fn trim<'a>(input: &'a str) -> Cow<'a, str> {

fn
 
trim
(
input
:
 
&
str
)
 
->
 
Cow
<'
_
,
 
str
>
 
{

    
// `str::trim()` retorna um slice (referência) sem os espaços em branco

    
let
 
trimmed
 
=
 
input
.
trim
();

    
// Se o slice for diferente do original, significa que

    
// existe espaços em branco no original.

    
if
 
trimmed
 
!=
 
input
 
{

        
// Retorna uma nova String sem os espaços em branco

        
return
 
trimmed
.
to_owned
().
into
();
 
// `Cow::Owned(String)`

    
}

    
// Retorna a string original sem modificação

    
input
.
into
()
 
// `Cow::Borrowed(&str)`

}

```

Uma função pode aceitar ambos os tipos de strings usando o traço AsRef<str>. Ou, se a conversão não for trivial mas infalível (de std::borrow::Cow, por ex), usar Into<String>. Exemplo:
```
// use std::borrow::Cow;

fn
 
trim
<
T
>
(
input
:
 
T
)
 
->
 
String

where

    
T
:
 
AsRef
<
str
>
,

    
// T: Into<String>,

{

    
// Retorna uma nova String incondicionalmente

    
input
.
as_ref
().
trim
().
to_string
()

    
// input.into().trim().to_string()

}

let
 
trimmed_from_str
 
=
 
trim
(
"Olá, Mundo!"
);

let
 
trimmed_from_string
 
=
 
trim
(
"Olá, Mundo!"
.
to_string
());

// let trimmed_from_cow = trim(Cow::from("Olá, Mundo!"));

```

Além de &str e String, Rust possui vários outros tipos de strings especializados, como &std::ffi::CStr e std::ffi::CString (para compatibilidade com a linguagem C):
```
use
 
std
::
ffi
::
CStr
;

let
 
hello
:
 
&
CStr
 
=
 
c
"Olá, Mundo!"
;
 
// Terminado com NUL (b'\x00')

```

Em situações onde bytes ASCII são mais adequados, o tipo &[u8] pode ser usado:
```
let
 
hello
:
 
&
[
u8
]
 
=
 
b"Ol
\xC3\xA1
, Mundo!"
;
 
// 'á' não é um caractere válido em ASCII

let
 
hello
:
 
&
[
u8
]
 
=
 
&
[
79
,
 
108
,
 
195
,
 
161
,
 
44
,
 
32
,
 
77
,
 
117
,
 
110
,
 
100
,
 
111
,
 
33
];
 
// O mesmo que acima

let
 
hello
 
=
 
String
::
from_utf8_lossy
(
hello
);
 
// Constrói uma string dos bytes

```

### Traços e programação funcional
Rust possui suporte a traços (traits) que definem o comportamento de um objeto, e podem ser implementados por estruturas, enumerações, uniões e tipos básicos. Traços podem ser deriváveis, como o Debug, onde é gerada uma implementação de forma automática usando o atributo #[derive(…)]. A implementação padrão é definida através de macros procedurais. Exemplo de traços:
```
trait
 
Animal
 
{

    
// Método estático que retorna uma string estática

    
fn
 
common_name
()
 
->
 
&
'
static
 
str
;

}

trait
 
Bird
:
 
Animal
 
{

    
// Traços podem fornecer definições padrões para métodos

    
// `&self` é uma referência a instância

    
fn
 
fly
(
&
self
)
 
{

        
println!
(
"Voou para longe."
);

    
}

}

trait
 
Talk
 
{

    
fn
 
talk
(
&
self
);
 
// O mesmo que `fn talk(&self) -> ();`

}

```

```
#[derive(Debug)]
 
// Gera uma implementação de `Debug`

struct
 
Duck
<'
a
>
 
{

    
name
:
 
&
'
a
 
str
,

}

// Implementa `Animal`.

// A anotação do lifetime aqui foi elidida, mas poderia ser declarada. Ex.:

// impl<'a> Animal for Duck<'a> { /* ... */ }

impl
 
Animal
 
for
 
Duck
<'
_
>
 
{

    
fn
 
common_name
()
 
->
 
&
'
static
 
str
 
{

        
"Pato"

    
}

}

// Implementa `Bird` com as definições padrões

impl
 
Bird
 
for
 
Duck
<'
_
>
 
{}

// Implementa `Talk`

impl
 
Talk
 
for
 
Duck
<'
_
>
 
{

    
fn
 
talk
(
&
self
)
 
{

        
println!
(
"Quack!"
);

    
}

}

```

```
let
 
common_name
 
=
 
Duck
::
common_name
();
 
// Método estático

let
 
duck
 
=
 
Duck
 
{
 
name
:
 
"Deka"
 
};
 
// Nova instância

duck
.
fly
();
 
// O mesmo que `Bird::fly(&duck);`

duck
.
talk
();
 
// O mesmo que `Talk::talk(&duck);`

```

Estruturas, enumerações, uniões e funções podem especificar os traços dos membros/parâmetros de forma estática (genérica):
```
fn
 
do_talk
<
T
>
(
animal
:
 
&
T
)

where

    
T
:
 
Bird
 
+
 
Talk
,

{

    
animal
.
talk
();

}

```

```
// Ou o equivalente:

fn
 
do_talk
<
T
:
 
Bird
 
+
 
Talk
>
(
animal
:
 
&
T
)
 
{

    
animal
.
talk
();

}

```

```
// Ou com um tipo anônimo (incompatível com o turbofish):

fn
 
do_talk
(
animal
:
 
&
(
impl
 
Bird
 
+
 
Talk
))
 
{

    
animal
.
talk
();

}

```

Ou de forma dinâmica (trait objects):
```
// Apenas uma trait base pode ser usada, com exceção de auto traits.

// Use `Box<dyn Talk>` para alocação dinâmica.

fn
 
do_talk_dyn
(
animal
:
 
&
dyn
 
Talk
)
 
{

    
animal
.
talk
();

}

```

Independente do tipo concreto, a instância é passada da mesma maneira:
```
let
 
duck
 
=
 
Duck
 
{
 
name
:
 
"Deka"
 
};

let
 
dog
 
=
 
Dog
 
{
 
name
:
 
"Duke"
 
};
 
// Uma outra estrutura que implementa os mesmos traços

do_talk
(
&
duck
);

do_talk
(
&
dog
);

do_talk_dyn
(
&
duck
);

do_talk_dyn
(
&
dog
);

```

É possível capturar lifetimes no retorno de tipos opacos com use<'_>:
```
// Captura o lifetime de `arg`.

// A anotação do lifetime aqui foi elidida, mas poderia ser declarada. Ex.:

// fn str_to_iter<'a>(arg: &'a str) -> impl Iterator<Item = char> + use<'a> { /* ... */ }

fn
 
str_to_iter
(
arg
:
 
&
str
)
 
->
 
impl
 
Iterator
<
Item
 
=
 
char
>
 
+
 
use
<'
_
>
 
{

    
arg
.
chars
()

}

```

A partir da edição Rust 2024 todos são capturados por padrão; para não capturar, usa-se use<>.
Por fim, traços podem ter "tipos associados" que devem ser definidos ao implementar. Exemplo:
```
trait
 
Iterator
 
{

    
type
 
Item
;

    
/* ... */

}

impl
 
Iterator
 
for
 
Bytes
<'
_
>
 
{

    
type
 
Item
 
=
 
u8
;

    
/* ... */

}

fn
 
analyze
(
iter
:
 
&
mut
 
impl
 
Iterator
<
Item
 
=
 
u8
>
)
 
{

    
/* ... */

}

```

### Iteradores e clausuras
Em Rust, todos os iteradores implementam trait Iterator { type Item; /* ... */ }, que fornece métodos adaptadores para consumir ou criar novos iteradores. Também possui um literal para representar intervalos (um tipo de iterador). No exemplo a seguir o programa lista os números primos entre 4 e 20:
```
let
 
mut
 
numbers
 
=
 
vec!
[];

// `4..=20` é um iterador inclusivo (inclui 20)

for
 
i
 
in
 
4
..=
20
 
{

    
// `2..i` é um iterador exclusivo, ex.: `2..5` inclui 2, 3 e 4.

    
// `|x| i % x != 0` é uma clausura que recebe `x` e retorna booliano.

    
if
 
(
2
..
i
).
all
(
|
x
|
 
i
 
%
 
x
 
!=
 
0
)
 
{

        
numbers
.
push
(
i
);

    
}

}

println!
(
"Os números primos entre 4 e 20 são: {numbers:?}"
);

```

Clausuras podem capturar valores do ambiente de três maneiras: emprestando imutavelmente, mutavelmente ou movendo. A última é realizada com a palavra-chave move. Exemplo:
```
use
 
std
::
thread
;

let
 
msg
 
=
 
"Olá, Mundo!"
.
to_owned
();

thread
::
spawn
(
move
 
||
 
{

    
println!
(
"{msg}"
);
 
// `msg` movido aqui

});

```

As clausuras são representadas por três traços (e mais três equivalentes para clausuras assíncronas):
- trait FnOnce<Args> { type Output; /* ... */ } – move os valores do ambiente e pode ser chamada apenas uma vez
- trait FnMut<Args>: FnOnce<Args> { /* ... */ } – empresta valores do ambiente mutavelmente
- trait Fn<Args>: FnMut<Args> { /* ... */ } – empresta valores do ambiente imutavelmente

Exemplo:
```
fn
 
convert
<
F
>
(
num
:
 
f64
,
 
handler
:
 
F
)
 
->
 
f64

where

    
F
:
 
FnOnce
(
f64
)
 
->
 
f64
,
 
// Assinatura da clausura

{

    
handler
(
num
)

}

fn
 
main
()
 
{

    
let
 
y
 
=
 
convert
(
499.0
,
 
|
num
|
 
num
 
*
 
5.96
);

    
println!
(
"{y}"
);

}

```

Clausuras são anônimas e não têm um tipo concreto previamente conhecido, mesmo que possuam a mesma assinatura; por esse motivo, para retornar uma clausura de uma função, é necessário usar uma sintaxe especial:
```
fn
 
convert
()
 
->
 
impl
 
FnOnce
(
f64
)
 
->
 
f64
 
{

    
move
 
|
num
|
 
num
 
*
 
5.96

}

fn
 
main
()
 
{

    
let
 
f
 
=
 
convert
();

    
println!
(
"{y}"
,
 
y
 
=
 
f
(
499.99
));

}

```

Por fim, é possível passar estruturas tuplas ou variantes de enumerações onde se espera clausuras. Exemplo:
```
let
 
seq
:
 
Box
<
_
>
 
=
 
(
1
..=
5
).
map
(
Some
).
collect
();

println!
(
"{seq:?}"
);
 
// [Some(1), Some(2), Some(3), Some(4), Some(5)]

```

### Unsafe
Certas atividades consideradas inseguras, como deferência de ponteiros e uso de funções unsafe, precisam estar dentro de blocos unsafe. Dentro desses blocos é responsabilidade do programador evitar comportamento indefinido. Exemplo do uso de Assembly inline:
```
use
 
std
::
arch
::
asm
;

// Multiplica `x` por 6 usando shifts e adds

let
 
mut
 
x
:
 
u64
 
=
 
4
;

unsafe
 
{

    
asm!
(

        
"mov {tmp}, {x}"
,

        
"shl {tmp}, 1"
,

        
"shl {x}, 2"
,

        
"add {x}, {tmp}"
,

        
x
 
=
 
inout
(
reg
)
 
x
,

        
tmp
 
=
 
out
(
reg
)
 
_
,

    
);

}

assert_eq!
(
x
,
 
4
 
*
 
6
);

```

#### Ponteiros
A criação de ponteiros não é uma atividade insegura, mas a deferência é. Exemplo retirado da documentação oficial:
```
let
 
mut
 
num
 
=
 
5
;

let
 
r1
 
=
 
&
num
 
as
 
*
const
 
i32
;
 
// Ponteiro constante para `num` (coerção)

let
 
r2
 
=
 
&
mut
 
num
 
as
 
*
mut
 
i32
;
 
// Ponteiro mutável para `num` (coerção)

unsafe
 
{

    
println!
(
"r1 is: {}"
,
 
*
r1
);
 
// Deferência

    
println!
(
"r2 is: {}"
,
 
*
r2
);
 
// Deferência

}

```

Em caso de ponteiros pendentes, desalinhados ou nulos, a coerção para referências é comportamento indefinido; nesses casos, usa-se uma sintaxe alternativa:
```
#[repr(packed)]
 
// Altera o alinhamento da estrutura

struct
 
Packed
 
{

    
not_aligned_field
:
 
i32
,

}

let
 
p
 
=
 
Packed
 
{

    
not_aligned_field
:
 
1_82
,

};

let
 
ptr
 
=
 
&
raw
 
const
 
p
.
not_aligned_field
;
 
// Ponteiro desalinhado (sem coerção)

let
 
val
 
=
 
unsafe
 
{
 
ptr
.
read_unaligned
()
 
};
 
// Acesso ao ponteiro

```

#### Unions
Rust suporta unions para interoperabilidade com a linguagem C, e são inerentemente inseguros, podendo resultar em comportamento indefinido se usados incorretamente. Exemplo retirado da documentação oficial:
```
#[repr(C)]

union
 
MyUnion
 
{

    
f1
:
 
u32
,

    
f2
:
 
f32
,

}

let
 
u
 
=
 
MyUnion
 
{
 
f1
:
 
1
 
};

let
 
f
 
=
 
unsafe
 
{
 
u
.
f1
 
};
 
// Leitura de campo

```

#### Interface de função externa
Rust pode usar funções e estáticos de código externo (da linguagem C, por exemplo). Eles são declarados em blocos unsafe extern:
```
// ABI da linguagem C

unsafe
 
extern
 
"C"
 
{

    
pub
 
safe
 
static
 
TAU
:
 
f64
;

    
pub
 
safe
 
fn
 
sqrt
(
x
:
 
f64
)
 
->
 
f64
;

    
pub
 
unsafe
 
fn
 
strlen
(
p
:
 
*
const
 
u8
)
 
->
 
usize
;

}

// ABI da Win32 API

unsafe
 
extern
 
"stdcall"
 
{

    
/* ... */

}

```

Para expor funções para outras linguagens, deve-se desativar a decoração de nomes do Rust:
```
#[unsafe(no_mangle)]

pub
 
extern
 
"C"
 
fn
 
call_from_c
()
 
{

    
/* ... */

}

```

## Exemplos

### Programa Olá Mundo
```
fn
 
main
()
 
{

    
println!
(
"Olá, Mundo!"
);

}

```

Pode ser compilado e executado com o seguinte comando:
```
$ 
cargo
 
run

```

### Algoritmo de Trabb Pardo-Knuth
```
use
 
std
::{
io
,
 
iter
};

fn
 
f
(
t
:
 
f64
)
 
->
 
Option
<
f64
>
 
{

    
let
 
y
 
=
 
t
.
abs
().
sqrt
()
 
+
 
5.0
 
*
 
t
.
powi
(
3
);

    
(
y
 
<=
 
400.0
).
then_some
(
y
)

}

fn
 
main
()
 
{

    
let
 
mut
 
a
 
=
 
[
0
f64
;
 
11
];

    
for
 
(
t
,
 
input
)
 
in
 
iter
::
zip
(
&
mut
 
a
,
 
io
::
stdin
().
lines
())
 
{

        
*
t
 
=
 
input
.
unwrap
().
parse
().
unwrap
();

    
}

    
a
.
iter
().
enumerate
().
rev
().
for_each
(
|
(
i
,
 
&
t
)
|
 
match
 
f
(
t
)
 
{

        
None
 
=>
 
println!
(
"{i} TOO LARGE"
),

        
Some
(
y
)
 
=>
 
println!
(
"{i} {y}"
),

    
});

}

```

Rust lida com transbordamento numérico retornando f64::NAN.

### Analisador sintático
Exemplo de um analisador sintático usando um parser combinator:
```
use
 
nom
::
bytes
::
complete
::{
tag
,
 
take_while_m_n
};

use
 
nom
::
combinator
::
map_res
;

use
 
nom
::{
IResult
,
 
Parser
};

#[derive(Debug)]

pub
 
struct
 
Color
 
{

    
pub
 
red
:
 
u8
,

    
pub
 
green
:
 
u8
,

    
pub
 
blue
:
 
u8
,

}

fn
 
hex_primary
(
input
:
 
&
str
)
 
->
 
IResult
<&
str
,
 
u8
>
 
{

    
map_res
(

        
take_while_m_n
(
2
,
 
2
,
 
|
c
:
 
char
|
 
c
.
is_ascii_hexdigit
()),

        
|
input
|
 
u8
::
from_str_radix
(
input
,
 
16
),

    
)

    
.
parse
(
input
)

}

fn
 
hex_color
(
input
:
 
&
str
)
 
->
 
IResult
<&
str
,
 
Color
>
 
{

    
let
 
(
input
,
 
_
)
 
=
 
tag
(
"#"
)(
input
)
?
;

    
let
 
(
input
,
 
(
red
,
 
green
,
 
blue
))
 
=
 
(
hex_primary
,
 
hex_primary
,
 
hex_primary
).
parse
(
input
)
?
;

    
Ok
((
input
,
 
Color
 
{
 
red
,
 
green
,
 
blue
 
}))

}

fn
 
main
()
 
{

    
let
 
(
_
,
 
color
)
 
=
 
hex_color
(
"#2F14DF"
).
expect
(
"sintaxe inválida"
);

    
println!
(
"#2F14DF => {color:?}"
);

}

```

E as dependências no arquivo Cargo.toml:
```
[dependencies]

nom
 
=
 
"8.0"

```

### Interface de linha de comandos
Exemplo de uma implementação do echo do Unix:
```
use
 
clap
::
Parser
;

/// Ecoa o(s) TEXTO(s) para a saída padrão.

#[derive(Parser, Debug)]

#[command(version, about)]

struct
 
Args
 
{

    
/// Não emitir o caractere de nova linha do final.

    
#[arg(short = 'n')]

    
strip_trailing_newline
:
 
bool
,

    
#[arg(value_name = 
"TEXTO"
)]

    
strings
:
 
Vec
<
String
>
,

}

fn
 
main
()
 
{

    
let
 
args
 
=
 
Args
::
parse
();

    
let
 
output
 
=
 
args
.
strings
.
join
(
" "
);

    
print!
(
"{output}"
);

    
if
 
!
args
.
strip_trailing_newline
 
{

        
println!
();

    
}

}

```

E as dependências no arquivo Cargo.toml:
```
[dependencies.clap]

version
 
=
 
"4.5"

features
 
=
 
[
"derive"
]

```

Os argumentos podem ser passados para o executável através do Cargo usando --:
```
$ 
cargo
 
run
 
--
 
--help

$ 
cargo
 
run
 
--
 
"Olá, Mundo!"

```

### Interface gráfica
Exemplo de uma interface gráfica usando a arquitetura Elm (Model-View-Update):
```
use
 
std
::
num
::
Saturating
;

use
 
iced
::
widget
::{
button
,
 
center
,
 
column
,
 
text
};

use
 
iced
::{
Center
,
 
Element
,
 
Task
};

type
 
Counter
 
=
 
Saturating
<
u8
>
;

#[derive(Debug, Clone)]

enum
 
Message
 
{

    
Decrement
,

}

fn
 
update
(
count
:
 
&
mut
 
Counter
,
 
message
:
 
Message
)
 
{

    
match
 
message
 
{

        
Message
::
Decrement
 
=>
 
*
count
 
-=
 
1
,

    
}

}

fn
 
view
(
count
:
 
&
Counter
)
 
->
 
Element
<
Message
>
 
{

    
let
 
decrement
 
=
 
(
count
.
0
 
>
 
0
).
then_some
(
Message
::
Decrement
);

    
let
 
content
 
=
 
column!
[

        
match
 
count
.
0
 
{

            
0
 
=>
 
text
!
(
"Fim."
),

            
1
 
=>
 
text
!
(
"Encerra no próximo clique!"
),

            
n
 
=>
 
text
!
(
"Encerra em {n} cliques."
),

        
}

        
.
size
(
18
),

        
button
(
"Contar"
).
on_press_maybe
(
decrement
),

    
]

    
.
align_x
(
Center
)

    
.
spacing
(
8
);

    
center
(
content
).
into
()

}

fn
 
main
()
 
->
 
iced
::
Result
 
{

    
env_logger
::
init_from_env
(
env_logger
::
Env
::
default
().
default_filter_or
(
"warn"
));

    
let
 
data
 
=
 
Saturating
(
5
);

    
iced
::
application
(
"Contador"
,
 
update
,
 
view
).
run_with
(
move
 
||
 
(
data
,
 
Task
::
none
()))

}

```

E as dependências no arquivo Cargo.toml:
```
[dependencies]

env_logger
 
=
 
"0.11.8"

iced
 
=
 
"0.13.1"

log
 
=
 
"0.4.27"

```

### WebAssembly
Exemplo de uma interface gráfica usando a plataforma Web:
```
use
 
std
::
num
::
Saturating
;

use
 
leptos
::
prelude
::
*
;

use
 
tracing_subscriber
::
prelude
::
*
;

#[component]

fn
 
Counter
(
#[prop(default = 5)]
 
start
:
 
u8
)
 
->
 
impl
 
IntoView
 
{

    
let
 
(
count
,
 
set_count
)
 
=
 
signal
(
Saturating
(
start
));

    
let
 
disabled
 
=
 
move
 
||
 
count
.
read
().
0
 
==
 
0
;

    
let
 
decrement
 
=
 
move
 
|
_
|
 
*
set_count
.
write
()
 
-=
 
1
;

    
view
!
 
{

        
<
div
 
class
=
"flex flex-col items-center justify-center gap-2 h-screen"
>

            
<
span
 
class
=
"font-sans text-lg"
>

                
{
move
 
||
 
match
 
count
.
read
().
0
 
{

                    
0
 
=>
 
view
!
 
{
 
"Fim."
 
}.
into_any
(),

                    
1
 
=>
 
view
!
 
{
 
"Encerra no próximo clique!"
 
}.
into_any
(),

                    
n
 
=>
 
view
!
 
{
 
"Encerra em "
 
{
n
}
 
" cliques."
 
}.
into_any
(),

                
}}

            
</
span
>

            
<
button
 
disabled
=
{
disabled
}
 
on
:
click
=
{
decrement
}
>
"Contar"
</
button
>

        
</
div
>

    
}

}

fn
 
main
()
 
{

    
console_error_panic_hook
::
set_once
();

    
let
 
fmt_layer
 
=
 
tracing_subscriber
::
fmt
::
layer
()

        
.
with_ansi
(
false
)

        
.
without_time
()

        
.
with_writer
(
tracing_web
::
MakeWebConsoleWriter
::
new
());

    
tracing_subscriber
::
registry
().
with
(
fmt_layer
).
init
();

    
tracing
::
debug
!
(
"Mounting to body"
);

    
mount_to_body
(
||
 
view
!
 
{
 
<
Counter
 
start
=
5
 
/>
 
});

}

```

E a folha de estilos (neste exemplo é usado o framework Tailwind CSS):
```
@
layer
 
theme
,
 
base
,
 
components
,
 
utilities
;

@
import
 
"tailwindcss/theme.css"
 
layer
(
theme
)
;

/* @import "tailwindcss/preflight.css" layer(base); */

@
import
 
"tailwindcss/utilities.css"
 
layer
(
utilities
)
;

```

E as dependências no arquivo Cargo.toml:
```
[dependencies]

console_error_panic_hook
 
=
 
"0.1.7"

tracing
 
=
 
"0.1.41"

tracing-subscriber
 
=
 
"0.3.19"

tracing-web
 
=
 
"=0.1.3"

[dependencies.leptos]

version
 
=
 
"0.8.6"

features
 
=
 
[
"csr"
]

[profile.release]

codegen-units
 
=
 
1

lto
 
=
 
true

opt-level
 
=
 
"z"

```

O alvo wasm32 precisa ser instalado para compilação cruzada, além de um bundler (Trunk):
```
$ 
rustup
 
target
 
add
 
wasm32-unknown-unknown

$ 
cargo
 
install
 
--locked
 
trunk

```

O Trunk espera por um arquivo index.html na raiz do projeto:
```
<!DOCTYPE html>

<
html
 
lang
=
"pt-BR"
>

  
<
head
>

    
<
meta
 
charset
=
"UTF-8"
 
/>

    
<
meta
 
name
=
"viewport"
 
content
=
"width=device-width, initial-scale=1"
 
/>

    
<
link
 
data-trunk
 
rel
=
"rust"
 
data-wasm-opt
 
/>

    
<
link
 
data-trunk
 
rel
=
"tailwind-css"
 
href
=
"/assets/css/index.css"
 
/>

    
<
title
>
Contador
</
title
>

  
</
head
>

  
<
body
></
body
>

</
html
>

```

E a configuração das ferramentas no arquivo Trunk.toml:
```
[build]

minify
 
=
 
"on_release"

[tools]

tailwindcss
 
=
 
"4.1.12"

```

Após isso, o código pode ser compilado e servido no navegador com o seguinte comando:
```
$ 
trunk
 
serve
 
--open

```

### Servidor HTTP
Exemplo de um web service RESTful (HTTP) usando funções assíncronas e serialização para JSON; responde com um número de CPF formatado, se for válido, ao acessar http://localhost:3000/consultar-cpf/123:
```
use
 
axum
::{
Json
,
 
Router
,
 
extract
::
Path
,
 
response
::
Redirect
,
 
routing
::
get
};

use
 
serde
::
Serialize
;

use
 
time
::{
OffsetDateTime
,
 
serde
::
rfc3339
};

use
 
tower_http
::{
catch_panic
::
CatchPanicLayer
,
 
trace
::
TraceLayer
};

#[derive(Serialize)]

struct
 
CheckCpfResponse
 
{

    
valid
:
 
bool
,

    
formatted
:
 
Option
<
brids
::
Cpf
>
,

    
#[serde(with = 
"rfc3339"
)]

    
timestamp
:
 
OffsetDateTime
,

}

async
 
fn
 
check_cpf
(
Path
(
numbers
):
 
Path
<
String
>
)
 
->
 
Json
<
CheckCpfResponse
>
 
{

    
let
 
result
 
=
 
numbers
.
parse
();

    
Json
(
CheckCpfResponse
 
{

        
valid
:
 
result
.
is_ok
(),

        
formatted
:
 
result
.
ok
(),

        
timestamp
:
 
OffsetDateTime
::
now_utc
(),

    
})

}

#[tokio::main]

async
 
fn
 
main
()
 
{

    
tracing_subscriber
::
fmt
()

        
.
with_env_filter
(

            
tracing_subscriber
::
EnvFilter
::
try_from_default_env
().
unwrap_or
(
"debug"
.
into
()),

        
)

        
.
init
();

    
let
 
app
 
=
 
Router
::
new
()

        
.
route
(
"/"
,
 
get
(
async
 
||
 
Redirect
::
to
(
"/consultar-cpf/123"
)))

        
.
route
(
"/consultar-cpf/{numbers}"
,
 
get
(
check_cpf
))

        
.
layer
(
CatchPanicLayer
::
new
())

        
.
layer
(
TraceLayer
::
new_for_http
());

    
let
 
listener
 
=
 
tokio
::
net
::
TcpListener
::
bind
((
"127.0.0.1"
,
 
3000
))

        
.
await

        
.
unwrap
();

    
tracing
::
debug
!
(
"listening on http://{}"
,
 
listener
.
local_addr
().
unwrap
());

    
axum
::
serve
(
listener
,
 
app
).
await
.
unwrap
();

}

```

E as dependências no arquivo Cargo.toml:
```
[dependencies]

tracing
 
=
 
"0.1.41"

[dependencies.axum]

version
 
=
 
"0.8.3"

features
 
=
 
[
"tracing"
]

[dependencies.brids]

version
 
=
 
"0.5.1"

features
 
=
 
[
"serde"
]

[dependencies.serde]

version
 
=
 
"1.0"

features
 
=
 
[
"derive"
]

[dependencies.time]

version
 
=
 
"0.3.41"

features
 
=
 
[
"serde-well-known"
]

[dependencies.tokio]

version
 
=
 
"1.44"

features
 
=
 
[
"full"
]

[dependencies.tower-http]

version
 
=
 
"0.6.2"

features
 
=
 
[
"catch-panic"
,
 
"trace"
]

[dependencies.tracing-subscriber]

version
 
=
 
"0.3.19"

features
 
=
 
[
"env-filter"
]

```

O log pode ser filtrado em 5 níveis de prioridade ou desativado por completo, através de uma variável de ambiente:
```
$ 
RUST_LOG
=
trace
 
cargo
 
run

```

## Ferramentas
Cargo é a ferramenta de produtividade oficial, e usa arquivos TOML para listar dependências e configurações de um projeto. Um projeto pode ser testado usando o comando $ cargo test e formatado com $ cargo fmt. A documentação de um projeto pode ser gerada a partir de comentários especiais em Markdown, usando o comando $ cargo doc. Um conjunto de lints opcionais estão disponíveis, e o código pode ser analisado usando o comando $ cargo clippy.
Rust possui uma implementação do Language Server Protocol, o rust-analyzer, que fornece autocompletar, formatação e refatoração independente do editor de texto ou ambiente de desenvolvimento integrado. Os seguintes editores dão suporte ao rust-analyzer de forma nativa ou através de extensões/plugins:
- Visual Studio Code – fornecido pela extensão oficial
- Helix – suporte nativo
- Zed – suporte nativo
- Kate – suporte nativo
- GNOME Builder – suporte nativo
- Microsoft Visual Studio – fornecido por uma extensão

Outras ferramentas dão suporte a Rust através de implementações próprias sem o uso do rust-analyzer:
- RustRover – versão do IntelliJ IDEA para Rust
- Vim – fornecido pelo plugin oficial rust.vim
- Emacs – fornecido pelo plugin oficial rust-mode
- Sublime Text – fornecido pelo pacote oficial Rust Enhanced
- Eclipse – fornecido pelo plugin Corrosion

## Software desenvolvido em Rust
Renderização
- Mozilla Firefox[89]
  - Gecko – motor de renderização do Firefox[90]
- Servo – motor de renderização experimental[91]
- Chromium[92]
- GNOME Loupe – o visualizador de imagens do GNOME[93]
- librsvg – um motor de renderização de SVG;[94][95] é usado pelo GNOME e pelo MediaWiki[96]
- Ruffle – um emulador de SWF[97]
- Alacritty – um emulador de terminal que usa OpenGL com aceleração por hardware[98]
- Bevy – um motor de jogo orientado a dados[99]
- Prime Video – um serviço de vídeo sob demanda; usa Rust nos apps através do WebAssembly[100]

Rede
- cURL – oferece o rustls (para TLS) como opção,[101] e anteriormente ofereceu o hyper como opção de back-end HTTP, desenvolvidos em Rust[102][101]
- Deno – um substituto do Node.js desenvolvido pelo criador original[103][104]
- MeiliSearch – um motor de busca com interface HTTP[105]
- Blackbird – o motor de busca especializado em código fonte do GitHub[106]
- Discord – um serviço de chat para gamers; usa Rust no servidor e no aplicativo[107]
- Fractal – um mensageiro baseado no protocolo Matrix[108]
- Tor – uma rede anônima; usa Rust em alguns componentes,[109] e uma nova versão está sendo desenvolvida em Rust do zero[110]
- OpenDNS – um serviço de DNS[111][112][113]
- Pingora – o novo proxy do Cloudflare, substituindo o nginx[114]
- Cloudflare Workers – Plataforma serverless com WebAssembly[115]
- Firecracker – virtualização para computação em nuvem desenvolvida pela Amazon, alternativa ao QEMU[116]
- Azure IoT Edge – um serviço de inteligência para IoT; o daemon de segurança usa Rust[117]
- npm Registry – um serviço de hospedagem de dependências para JavaScript e Node.js[118]
- Magic Pocket – sistema de armazenamento do Dropbox[119][120]
- OneSignal – um serviço de notificações push[121][122]
- Figma – um editor de desenho vetorial para prototipagem de interfaces gráficas; usa Rust no servidor multiplayer[123]

Sistemas operacionais e componentes
- Android e Linux – suporte experimental para desenvolvimento de drivers e módulos secundários[124][125][126][127][128]
- Google Fuchsia – usa Rust em alguns componentes[129]
- Microsoft Windows – usa Rust em alguns componentes[130]
- Redox – um sistema operacional tipo Unix com micronúcleo[131]
- uutils coreutils – uma reimplementação multiplataforma dos GNU Core Utilities[132]
- COSMIC – um ambiente de área de trabalho sendo desenvolvido pela System76 para ser usado no Pop!_OS[133]
- GNOME – usa Rust e alguns componentes do Servo no processamento de CSS[134]
- GTK – usa o AccessKit, desenvolvido em Rust, como infraestrutura de acessibilidade[135]
- GStreamer – um framework multimídia; usa Rust em alguns plugins[136][137]
- Stratis – um gerenciador de sistemas de arquivos usado pelo Fedora e RHEL[138]

Outros
- 1Password – um gerenciador de senhas[139][140]
- ripgrep – um substituto moderno do grep; é usado pelo Visual Studio Code[141]
- Tauri – um substituto do Electron[142]
- SWC – um compilador e bundler de JavaScript e TypeScript, usado pelo Next.js,[143] Deno, Rollup, entre outras ferramentas[144]
- Helix – um editor de texto modal inspirado no Neovim e Kakoune[145]
- Zed – um editor de texto inspirado no Atom, com ferramentas colaborativas[146]
- Xi – um editor de texto usado pelo Google Fuchsia[147][148]
- Tiny Glade – um jogo de construir cidades[149]